# Japonec Bernardo
Japonec Bernardo (鹿児島のベルナルド, Kagošima no Berunarudo, ???? Provincie Sacuma – únor 1557 Lisabon) byl japonský křesťanský konvertita z 16. století. Narodil se v Kagošimě a byl prvním Japoncem, který vstoupil na evropskou půdu. Bernardo byl jedním z prvních konvertitů, které pokřtil František Xaverský, a jeden z jeho dvou žáků. Bernardo byl pokřtěn v roce 1549. Následoval Xaverského v Japonsku a v Indii.

## Životopis
Bernardo odešel z Japonska do portugalské Indie spolu s Františkem Xaverským v roce 1551, spolu s dalším Japoncem známým jako Matteo pocházejícím z Jamaguči. Do Indie dorazili v únoru 1552, Matteo však zemřel v Goa. Bernardo pak s bratrem Andreasem Fernandesem odjel do Portugalska, kam dorazili v roce 1553, s dopisem Františka Xaverského z Goa datovaným 8. dubna 1552. Cílem bylo, aby Bernardo „viděl křesťanské náboženství v celé jeho vznešenosti” a mohl se o své zkušenosti podělit zpět v Japonsku. V dopise Xaverský také poznamenal, že „japonský intelekt (je) tak bystrý a rozumný jako žádný jiný na světě”.
Bernardo je považován za prvního Japonce, který vstoupil na evropskou půdu. V Portugalsku se Bernardo vstoupil do Tovaryšstva Ježíšova. Studoval také na koleji v Coimbře.
Po dvou letech, 17. července 1554, Bernardo odjel na návštěvu Říma, cestoval přes Španělsko do Barcelony a odtud odplul do Neapole. V Římě pobyl 10 měsíců. Setkal se zde s Ignácem z Loyoly a pravděpodobně se zúčastnil volby papeže Marcella II. Bernardo byl vysoce ceněn a papežství si do něj vkládalo velké naděje ohledně vyhlídek katolicismu v Japonsku.
Bernardo opustil Řím 23. října 1555 a nastoupil na loď v Janově. Avšak po návratu do Portugalska zemřel v únoru 1557.